# Аратовский, Николай Константинович
Николай Константинович Аратовский (23 декабря 1919, Саратов — 30 августа 1976, там же) — советский шахматист, мастер спорта СССР (1950).

## Биография
Родился в Саратове, в семье бывшего есаула Астраханского казачьего войска (АКВ). Из дворян Саратовской станицы 2-го отдела АКВ.
Окончил физико-математический факультет Саратовского университета. Работал учителем математики.
Участник Великой Отечественной войны, командир батареи противотанковых орудий.
Неоднократный призер чемпионатов РСФСР: 1948 (разделил 1—2 места, но проиграл дополнительный матч Г. А. Иливицкому), 1949 (разделил 3—4 места) гг.
Неоднократный участник полуфиналов чемпионатов СССР.
В составе сборной РСФСР бронзовый призер командного первенства СССР 1948 г.
Восьмикратный чемпион Саратова (1937, 1947, 1948, 1950, 1951, 1952, 1953, 1956 гг.).
Чемпион ДСО «Искра» (1952).
Участник 2-го и 3-го чемпионатов СССР по переписке. В 1963 г. по состоянию здоровья отошел от активной практики и участвовал исключительно в заочных соревнованиях. В составе сборной РСФСР стал победителем 2-го командного первенства СССР (1968—1970 гг.).

## Тренерская работа
Много работал с молодыми саратовскими шахматистами. Среди учеников международный гроссмейстер Н. В. Крогиус, международный мастер А. Н. Шестоперов, мастера спорта СССР А. С. Асташин, Г. П. Живодов и др.

## Награды
- орден Красного Знамени (26.08.1944[3])
- орден Красной Звезды (2.07.1944[4])
- другие награды

## Память
В 1977 и 1979 гг. в Саратове прошли мемориалы Аратовского.
В турнире 1977 г. победили Н. В. Крогиус и Р. Н. Васильев (по 9 из 13). 3-е место занял Г. П. Живодов (8½).
В турнире 1979 г. победили мастера Г. П. Живодов, Ю. С. Горшков и саратовский кмс И. Е. Дмитриев.
По состоянию на 2007 г. состоялись 7 мемориальных турниров. Турнир 2007 г. получил статус этапа Кубка России.

## Спортивные результаты
| Год                       | Город                                                    | Соревнование                                                        | + | − | = | Результат | Место             |
| ------------------------- | -------------------------------------------------------- | ------------------------------------------------------------------- | - | - | - | --------- | ----------------- |
| 1938                      | Саратов                                                  | Чемпионат Саратова                                                  |   |   |   | 12½ из 14 | 1                 |
|                           | Горький                                                  | Всесоюзный турнир I категории                                       |   |   |   |           |                   |
| 1939                      | Саратов                                                  | Показательный турнир с участием В. Н. Панова                        |   |   |   |           | 3                 |
| 1947                      | Саратов                                                  | Чемпионат Саратова                                                  |   |   |   |           | 1                 |
|                           | Саратов                                                  | Всесоюзный турнир кандидатов в мастера спорта                       |   |   |   |           | 2—3               |
| 1948                      | Саратов                                                  | Чемпионат Саратова                                                  |   |   |   |           | 1                 |
|                           | Саратов                                                  | Чемпионат РСФСР                                                     |   |   |   |           | 1—2               |
|                           | Ленинград                                                | Командное первенство СССР (сборная РСФСР, 3-я доска)                | 2 | 3 | 1 | 2½ из 6   | Команда — 3-я     |
| 1949                      | Ярославль                                                | Чемпионат РСФСР                                                     |   |   |   |           | 3—4               |
|                           | Вильнюс                                                  | Полуфинал 17-го чемпионата СССР                                     | 4 | 9 | 4 | 6 из 17   | 16                |
| 1950                      | Саратов                                                  | Чемпионат Саратова                                                  |   |   |   |           | 1                 |
|                           | Чебоксары                                                | Командное первенство РСФСР (сборная Саратовской области, 1-я доска) |   |   |   |           | Команда — 4-я     |
|                           | Киев                                                     | Полуфинал 18-го чемпионата СССР                                     |   |   |   | 8 из 15   | 6                 |
| 1951                      | Саратов                                                  | Чемпионат Саратова                                                  |   |   |   |           | 1                 |
|                           | Ярославль                                                | Чемпионат РСФСР                                                     |   |   |   |           | [ 11 ]            |
|                           | Ленинград                                                | Полуфинал 19-го чемпионата СССР                                     |   |   |   |           |                   |
| 1952                      | Саратов                                                  | Чемпионат Саратова                                                  |   |   |   |           | 1                 |
| 1953                      | Саратов                                                  | Чемпионат Саратова                                                  |   |   |   |           | 1                 |
| 1954                      | Горький                                                  | Командное первенство РСФСР (сборная Саратовской области, 1-я доска) |   |   |   |           | Команда — 3-я     |
|                           | Саратов                                                  | Полуфинал чемпионата РСФСР                                          |   |   |   | 12 из 16  | 1—2               |
|                           | Ростов-на-Дону                                           | Чемпионат РСФСР                                                     |   |   |   |           | [ 12 ]            |
| 1955                      | Саратов                                                  | Полуфинал чемпионата РСФСР                                          |   |   |   | 10 из 13  | 1                 |
|                           | Ленинград                                                | Чемпионат РСФСР                                                     |   |   |   |           | [ 13 ]            |
| 1956                      | Саратов                                                  | Чемпионат Саратова                                                  |   |   |   |           | 1                 |
| 1958                      |                                                          | Полуфинал чемпионата РСФСР                                          |   |   |   |           |                   |
| СОРЕВНОВАНИЯ ПО ПЕРЕПИСКЕ |                                                          |                                                                     |   |   |   |           |                   |
| 1952—1955                 | 2-й чемпионат СССР                                       | 2-й чемпионат СССР                                                  | 4 | 3 | 9 | 8½ из 16  | 8                 |
| 1955—1957                 | 3-й чемпионат СССР                                       | 3-й чемпионат СССР                                                  | 2 | 5 | 5 | 4½ из 12  | 11                |
| 1968—1970                 | 2-е командное первенство СССР (сборная РСФСР, 3-я доска) | 2-е командное первенство СССР (сборная РСФСР, 3-я доска)            |   |   |   | 5½ из 11  | Команда — чемпион |